# Janne Ahonen
Janne Petteri Ahonen (n. 11 mai 1977, Lahti, Finlanda) este un săritor cu schiurile finlandez. El este, împreună cu Adam Małysz, cel mai de succes săritor cu schiurile din generația sa. 
Este poreclit finlandezul zburător.

## Biografie
În anul 1997 a devenit campion mondial pe trambulina normală. La Campionatul Nordic de schi din 2005, desfășurat la Oberstdorf a câștigat medalia de aur pe trambulina mare și medalia de bronz pe trambulina normală. A devenit campion mondial cu echipa Finlandei în 1995, 1997 și 2003. La Jocurile Olimpice din 2002 și 2006 a câștigat medalia de argint cu echipa.
Este singurul săritor cu schiurile care a câștigat Turneul celor patru trambuline de 5 ori: În sezoanele 1998/99, 2002/03, 2004/05,  2005/06 (când victoria a împărțit-o cu cehul Jakub Janda, cei doi având același număr de puncte) și 2007/08. Janne Ahonen a câștigat de două ori Cupa Mondială, în sezoanele  2003/04 și 2004/05.
Prima victorie de etapă în Cupa Mondială a obținut-o pe 19 decembrie 1993 la Engelberg. De atunci s-a clasat de foarte multe ori pe podium, la toate marile competiții, adunând 36 de victorii de etapă. Astfel se clasează pe locul trei în clasamentul tuturor timpurilor, după compatriotul său Matti Nykänen (46 victorii) și polonezul Adam Małysz (38 victorii). De asemenea este săritorul cu schiurile care a înregistrat cele mai multe clasări pe podium (108). Cu victoria sa de la Innsbruck de pe 3 ianuarie 2005, a devenit primul săritor cu schiurile care a câștigat șase etape consecutive. De altfel, a stabilit un record în etapa de la Titisee-Neustadt pe 22 ianuarie 2005, înregistrând a 12-a victorie într-un sezon. Pe 20 martie 2005 a reușit la Campionatul de zbor cu schiurile de la Planica, cel mai lung zbor, măsurând 240 m. Din cauză că nu a reușit să stea la aterizare, recordul mondial este deținut în continuare de Bjørn Einar Romøren cu 239 m.
Pe 26 martie 2008, Janne Ahonen a anunțat retragerea sa din activitatea competițională.
Janne Ahonen locuiește cu soția sa Tiia și fiii săi, Mico (* 27 noiembrie 2001) și Milo (* 9 iunie 2008), în Karjusaari, la  Lahti. În afara săriturilor cu schiurile, a obținut rezultate deosebite și la Drag-Racing. În august 2004 a devenit campion nordic cu echipa Eagle Racing.
Christoph și Lollo au scris un cântec despre el, intitulat "Gar nicht zu lachen" (Să nu râzi deloc), făcând aluzie la Ahonen, care este tot timpul serios.
În martie 2009, Ahonen a anunțat că va concura în sezonul 2009-2010; obiectivele sale principale sunt Jocurile Olimpice de Iarnă din Vancouver, Turneul celor patru trambuline și Campionatul Mondial.

## Palmares

### Jocurile Olimpice
- Jocurile Olimpice de iarnă din 2002 de la Salt Lake City 
  - Argint, cu echipa pe trambulina mare
- Jocurile Olimpice de iarnă din 2006 de la Torino
  - Argint, cu echipa pe trambulina mare

### Campionatul mondial de schi nordic
- 1995
  - Aur, cu echipa pe trambulina mare
- 1997
  - Aur, în competiția individuală pe trambulina normală
  - Aur, cu echipa pe trambulina mare
- 2001
  - Argint, cu echipa pe trambulina normală
  - Bronz, cu echipa pe trambulina mare
  - Bronz, în competiția individuală pe trambulina mare
- 2003
  - Aur, cu echipa pe trambulina mare
- 2005
  - Aur, în competiția individuală pe trambulina mare
  - Argint, cu echipa pe trambulina mare
  - Bronz, în competiția individuală pe trambulina normală

### Turneul celor patru trambuline
- 1998–1999 
  - locul 1
- 1999–2000 
  - locul 2
- 2000–2001 
  - locul 2
- 2002–2003 
  - locul 1
- 2004–2005 
  - locul 1
- 2005–2006
  - locul 1
- 2007–2008
  - locul 1
- 2009-2010
  - locul 2

### Campionatul mondial de zbor cu schiurile
- 1996
  - Argint, în competiția individuală
- 2000
  - Bronz, în competiția individuală
- 2004
  - Argint, în competiția individuală
  - Argint, cu echipa
- 2006
  - Argint, cu echipa
- 2008
  - Bronz, în competiția individuală
  - Argint, cu echipa

### Cupa mondială

#### Clasări la final de sezon
| - 1992/1993: 50. - 1993/1994: 10. (prima victorie de etapă) - 1994/1995: 3. (1 victorie) - 1995/1996: 3. (2 victorii) | - 1996/1997: 8. - 1997/1998: 9. (1 victorie) - 1998/1999: 2. (6 victorii) - 1999/2000: 3. (2 victorii) | - 2000/2001: 5. - 2001/2002: 15. - 2002/2003: 4. (2 victorii) - 2003/2004: 1. (3 victorii) | - 2004/2005: 1. (12 victorii) - 2005/2006: 2. (2 victorii) - 2006/2007: 8. - 2007/2008: 3 (4 victorii) |

#### Victorii de etapă
| Data              | Locul                  | Țara     |
| ----------------- | ---------------------- | -------- |
| 19 decembrie 1993 | Engelberg              | Elveția  |
| 1 ianuarie 1995   | Garmisch-Partenkirchen | Germania |
| 3 decembrie 1995  | Lillehammer            | Norvegia |
| 10 februarie 1996 | Bad Mitterndorf        | Austria  |
| 7 martie 1998     | Lahti                  | Finlanda |
| 6 decembrie 1998  | Chamonix               | Franța   |
| 19 decembrie 1998 | Harrachov              | Cehia    |
| 20 decembrie 1998 | Harrachov              | Cehia    |
| 9 ianuarie 1999   | Engelberg              | Elveția  |
| 17 ianuarie 1999  | Zakopane               | Polonia  |
| 7 februarie 1999  | Harrachov              | Cehia    |
| 12 decembrie 1999 | Villach                | Austria  |
| 4 februarie 2000  | Lahti                  | Finlanda |
| 21 ianuarie 2002  | Engelberg              | Elveția  |
| 4 ianuarie 2003   | Innsbruck              | Austria  |
| 11 ianuarie 2004  | Liberec                | Cehia    |
| 12. ianuarie 2004 | Liberec                | Cehia    |
| 14 februarie 2004 | Willingen              | Germania |
| 27 noiembrie 2004 | Kuusamo                | Finlanda |
| 28 noiembrie 2004 | Kuusamo                | Finlanda |
| 4 decembrie 2004  | Trondheim              | Norvegia |
| 5 decembrie 2004  | Trondheim              | Norvegia |
| 12 decembrie 2004 | Harrachov              | Cehia    |
| 18 decembrie 2004 | Engelberg              | Elveția  |
| 19 decembrie 2004 | Engelberg              | Elveția  |
| 29 decembrie 2004 | Oberstdorf             | Germania |
| 1 ianuarie 2005   | Garmisch-Partenkirchen | Germania |
| 6 ianuarie 2005   | Innsbruck              | Austria  |
| 9 ianuarie 2005   | Willingen              | Germania |
| 22 ianuarie 2005  | Titisee-Neustadt       | Germania |
| 29 decembrie 2005 | Oberstdorf             | Germania |
| 6 ianuarie 2006   | Bischofshofen          | Austria  |
| 5 ianuarie 2008   | Bischofshofen          | Austria  |
| 6 ianuarie 2008   | Bischofshofen          | Austria  |
| 19 ianuarie 2008  | Harrachov              | Cehia    |
| 4 martie 2008     | Kuopio                 | Finlanda |

#### Clasări pe podium
1. Elveția Engelberg  - 19 decembrie 1993 (locul 1)
2. Slovenia  Planica  - 10 decembrie 1994 (locul 3)
3. Germania Garmisch-Partenkirchen  - 1 ianuarie 1995 (locul 1)
4. Elveția Engelberg  - 14 ianuarie 1995 (locul 2)
5. Elveția Engelberg  - 15 ianuarie 1995 (locul 3)
6. Japonia Sapporo  - 21 ianuarie 1995 (locul 2)
7. Japonia Sapporo  - 22 ianuarie 1995 (locul 3)
8. Norvegia Lillehammer - 3 decembrie 1995 (locul 1)
9. Slovenia  Planica  - 10 decembrie 1995 (locul 3)
10. Franța Chamonix  - 16 decembrie 1995 (locul 2)
11. Austria Tauplitz/Bad Mitterndorf  - 10 februarie 1996 (locul 1)
12. Austria Tauplitz/Bad Mitterndorf  - 11 februarie 1996 (locul 3)
13. Norvegia Oslo/Holmenkollen – 17 martie 1996 (locul 2)
14. Elveția Engelberg  - 12 ianuarie 1997 (locul 2)
15. Elveția Engelberg  - 20 decembrie 1997 (locul 3)
16. Austria Innsbruck  - 4 ianuarie 1998 (locul 3)
17. Austria Bischofshofen  - 6 ianuarie 1998 (locul 3)
18. Polonia Zakopane  - 17 ianuarie 1998 (locul 2)
19. Japonia Sapporo  - 5 februarie 1998 (locul 3)
20. Finlanda Lahti  - 7 martie 1998 (locul 1)
21. Norvegia Lillehammer - 28 noiembrie 1998 (locul 2)
22. Norvegia Lillehammer - 29 noiembrie 1998 (locul 2)
23. Franța Chamonix  - 5 decembrie 1998 (locul 2)
24. Franța Chamonix  - 6 decembrie 1998 (locul 1)
25. Cehia Harrachov  - 19 decembrie 1998 (locul 1)
26. Cehia Harrachov - 20 decembrie 1998 (locul 1)
27. Germania Garmisch-Partenkirchen  - 1 ianuarie 1999 (locul 2)
28. Austria Innsbruck  - 3 ianuarie 1999 (locul 2)
29. Austria Bischofshofen  - 6 ianuarie 1999 (locul 2)
30. Elveția Engelberg  - 9 ianuarie 1999 (locul 1)
31. Polonia Zakopane  - 16 ianuarie 1999 (locul 2)
32. Polonia Zakopane  - 17 ianuarie 1999 (locul 1)
33. Cehia Harrachov  - 7 februarie 1999 (locul 1)
34. Austria Villach  - 12 decembrie 1999 (locul 1)
35. Polonia Zakopane  - 18 decembrie 1999 (locul 2)
36. Polonia Zakopane  - 19 decembrie 1999 (locul 2)
37. Germania Garmisch-Partenkirchen  - 1 ianuarie 2000 (locul 3)
38. Austria Innsbruck  - 3 ianuarie 2000 (locul 3)
39. Austria Bischofshofen  - 6 ianuarie 2000 (locul 2)
40. Elveția Engelberg  - 8 ianuarie 2000 (locul 2)
41. Elveția Engelberg - 9 ianuarie 2000 (locul 3)
42. Japonia Sapporo  - 22 ianuarie 2000 (locul 2)
43. Germania Willingen  - 5 februarie 2000 (locul 2)
44. Germania Willingen  - 6 februarie 2000 (locul 3)
45. Finlanda Lahti  - 4 martie 2000 (locul 1)
46. Finlanda Lahti  - 5 martie 2000 (locul 2)
47. Norvegia Trondheim - 10 martie 2000 (locul 3)
48. Norvegia Oslo/Holmenkollen – 12 martie 2000 (locul 3)
49. Slovenia  Planica  - 19 martie 2000 (locul 2)
50. Finlanda Kuopio  - 3 decembrie 2000 (locul 2)
51. Austria Innsbruck  - 4 ianuarie 2001 (locul 2)
52. Austria Bischofshofen  - 6 ianuarie 2001 (locul 2)
53. Cehia Harrachov  - 13 ianuarie 2001 (locul 2)
54. Suedia Falun – 13 martie 2002 (locul 3)
55. Finlanda Kuusamo  - 29 noiembrie 2004 (locul 3)
56. Finlanda Kuusamo - 30 noiembrie 2004 (locul 2)
57. Elveția Engelberg  - 21 decembrie 2002 (locul 1)
58. Germania Oberstdorf  - 29 decembrie 2002 (locul 3)
59. Austria Innsbruck  - 4 decembrie 2003 (locul 1)
60. Norvegia Trondheim - 6 decembrie 2003 (locul 2)
61. Germania Titisee-Neustadt – 14 decembrie 2003 (locul 3)
62. Elveția Engelberg  - 20 decembrie 2003 (locul 2)
63. Austria Innsbruck  - 4 ianuarie 2004 (locul 3)
64. Austria Bischofshofen  - 6 ianuarie 2004 (locul 3)
65. Cehia Liberec  - 10 ianuarie 2004 (locul 1)
66. Cehia Liberec  - 11 ianuarie 2004 (locul 1)
67. Japonia Hakuba  - 23 ianuarie 2004 (locul 2)
68. Japonia Sapporo  - 24 ianuarie 2004 (locul 2)
69. Japonia Sapporo  - 25 ianuarie 2004 (locul 3)
70. Germania Oberstdorf  - 7 februarie 2004 (locul 2)
71. Germania Willingen  - 14 februarie 2004 (locul 1)
72. Finlanda Lahti  - 7 martie 2004 (locul 3)
73. Finlanda Kuusamo  - 27 noiembrie 2004 (locul 1)
74. Finlanda Kuusamo - 28 noiembrie 2004 (locul 1)
75. Norvegia Trondheim - 4 decembrie 2004 (locul 1)
76. Norvegia Trondheim  - 5 decembrie 2004 (locul 1)
77. Cehia Harrachov  - 11 decembrie 2004 (locul 2)
78. Cehia Harrachov  - 12 decembrie 2004 (locul 1)
79. Elveția Engelberg  - 18 decembrie 2004 (locul 1)
80. Elveția Engelberg - 19 decembrie 2004 (locul 1)
81. Germania Oberstdorf  - 29 decembrie 2004 (locul 1)
82. Germania Garmisch-Partenkirchen  - 1 ianuarie 2005 (locul 1)
83. Austria Innsbruck  - 3 ianuarie 2005 (locul 1)
84. Austria Bischofshofen  - 6 ianuarie 2005 (locul 2)
85. Germania Willingen  - 9 ianuarie 2005 (locul 1)
86. Germania Titisee-Neustadt  - 22 ianuarie 2005 (locul 1)
87. Polonia Zakopane  - 30 ianuarie 2005 (locul 2)
88. Finlanda Kuusamo  - 26 noiembrie 2005 (locul 2)
89. Finlanda Kuusamo - 26 noiembrie 2005 (locul 2)
90. Cehia Harrachov  - 10 decembrie 2005 (locul 3)
91. Cehia Harrachov  - 11 decembrie 2005 (locul 2)
92. Germania Oberstdorf  - 29 decembrie 2005 (locul 1)
93. Germania Garmisch-Partenkirchen  - 1 ianuarie 2006 (locul 2)
94. Austria Bischofshofen  - 6 ianuarie 2006 (locul 1)
95. Polonia Zakopane  - 28 ianuarie 2006 (locul 3)
96. Polonia Zakopane  - 29 ianuarie 2006 (locul 2)
97. Austria Villach  - 13 decembrie 2007 (locul 2)
98. Austria Villach  - 14 decembrie 2007 (locul 3)
99. Germania Oberstdorf  - 30 decembrie 2007 (locul 3)
100. Germania Garmisch-Partenkirchen  - 1 ianuarie 2008 (locul 2)
101. Austria Bischofshofen  - 5 ianuarie 2008 (locul 1)
102. Austria Bischofshofen  - 6 ianuarie 2008 (locul 1)
103. Cehia Harrachov  - 19 ianuarie 2008 (locul 1)
104. Finlanda Kuopio  - 4 martie 2008 (locul 1)
105. Slovenia  Planica  - 14 martie 2008 (locul 2)
106. Germania Oberstdorf  - 29 decembrie 2009 (locul 2)
107. Austria Innsbruck  - 3 ianuarie 2010 (locul 3)
108. Austria Bischofshofen  - 6 ianuarie 2010 (locul 2)